# Kazuko Sugiyama
Pour les articles homonymes, voir Sugiyama.
Kazuko Sugiyama (杉山 佳寿子, Sugiyama Kazuko, née 1947 (le 9 avril ou 16 septembre, selon les sources) à Nagoya (Aichi), au Japon) est une seiyū (doubleur japonais).

## Rôles notables

### Anime
- Panda Kopanda : Mimiko
- Alps no shōjo Heidi (1974) : Heidi
- Cyborg 009 (1979) : Francois Alnul/003
- Digimon : Bokomon
- Dragon Ball : Colonel Violet
- Dr Slump : Akane
- Full Moon wo sagashite : Fuzuki Kouyama
- Fullmetal Alchemist : Dante, vieille
- Fushigiboshi no Futagohime : Camelot
- Gatchaman : Jun the Swan
- Gu-Gu Ganmo : Ganmo
- Kiteretsu Daihyakka : Korosuke
- Pokémon : Kikuko (Agatha)
- Pokémon 4Ever : Celebi
- Queen Millennia : Mirai
- Unico : Chao, Katy
- Urusei Yatsura : Ten